# Panel international de parlementaires pour la liberté de religion ou de conviction
Le Panel international de parlementaires pour la liberté de religion ou de conviction (IPPFoRB) est un réseau de parlementaires du monde entier, engagés dans la lutte contre la persécution religieuse et la protection de la liberté de religion ou de conviction, telle que définie par l'article 18 de la Déclaration universelle des droits de l'homme.

## Histoire
L'IPPFoRB est créé le 8 novembre 2014 avec la signature de la Charte d'Oslo pour la liberté de religion ou de conviction au Centre Nobel de la paix à Oslo. Katrina Lantos Swett, alors présidente de la Commission des États-Unis sur la liberté religieuse internationale, assiste à l'événement et déclare : « Cet événement historique a rassemblé des parlementaires d'un large éventail de nations et de communautés religieuses dans un effort commun pour galvaniser le soutien à un moment où la liberté religieuse est de plus en plus attaquée ». Toutes les religions du monde sont incluses dans la Charte.
Le premier comité directeur de l'IPPFoRB est composé de la baronne Elizabeth Berridge (Chambre des Lords du Royaume-Uni), David Anderson (Chambre des communes du Canada), Abid Raja (Parlement de Norvège), Aykan Erdemir (Grande Assemblée nationale de Turquie) et Leonardo Quintao (Congrès national du Brésil).

## Activités
En septembre 2015, l'IPPFoRB réunit 100 parlementaires de 50 pays à New York, en marge de l'Assemblée générale des Nations Unies, et publie la Résolution de New York pour la liberté de religion ou de conviction, afin de « renforcer la coopération mondiale en travaillant au-delà des frontières géographiques, politiques et religieuses ». Lors de la réunion de New York, le fondateur de l'IPPFoRB, Aykan Erdemir, déclare que ce réseau mondial est « une idée pour laquelle le moment est venu », ajoutant que les défenseurs des droits devraient être aussi « fermes, organisés et transnationaux » que les extrémistes violents.
En septembre 2016, l'IPPFoRB réunit 100 parlementaires de 60 pays à Berlin, en présence de la chancelière allemande Angela Merkel qui déclare : « Bien que certains comportements motivés par la religion puissent sembler étranges, nous devons toujours garder à l'esprit la valeur fondamentale de la liberté de religion ».
Depuis la création de l'IPPFoRB, les parlementaires ont écrit des lettres de plaidoyer aux chefs d'État de Birmanie, d'Érythrée, d'Indonésie, d'Iran, de Corée du Nord, du Pakistan, du Soudan et du Vietnam, comme le rapportent Jackie Wolcott et Sandra Jolley, commissaires à la Commission des États-Unis sur la liberté religieuse internationale (USCIRF) .
Plusieurs membres du comité directeur de l'IPPFoRB ont reçu des distinctions en reconnaissance de leur engagement pour la liberté religieuse: Aykan Erdemir reçoit le prix Stefanus de la Stefanus Alliance International en 2015, tandis que la baronne Elizabeth Berridge est la récipiendaire du prix international de la liberté religieuse 2017 du Centre international d'études juridiques et religieuses et Abid Raja est le lauréat 2018 du prix international de l'Association internationale de la liberté religieuse pour son leadership exceptionnel dans la défense de la liberté religieuse.